# 红头弓背蚁
红头弓背蚁（学名：Camponotus singularis）属于蚁科蚁亚科弓背蚁属，是一种大型弓背蚁。

## 描述
该物种没有兵蚁，工蚁只有大小分化，大型工蚁头部肌肉特化，拥有极其强悍的咬合力。 工蚁体型约为 8.6mm至 19mm左右，蚁后体型约为 22mm左右。
如名所意。该物种的头部呈现红色，其他部位主要呈现暗黑色。 体表毛发甚多，具有金属光泽感，毛发呈现白色，腹部毛发最为茂盛。 

## 分布和习性
红头弓背蚁喜欢在阴凉处建巢，它们的巢穴通常建在草原或者森林边缘上，巢口会有由树枝搭成类似鸟巢的堆积物。 通常由小型工蚁外出觅食。它们的食物包括但不限于：节肢动物尸体，蜜露以及人类吃的食物（除了哺乳动物的肉）。